# Gianfranco Sanguinetti
 (novembre 2015).
Pour les articles homonymes, voir Sanguinetti.
Œuvres principales
- La Véritable Scission dans l'Internationale, 1972
- Véridique rapport sur les dernières chances de sauver le capitalisme en Italie, 1976
- Du terrorisme et de l'État, 1980
- Le Secret, c'est de tout dire !, 1989

Gianfranco Sanguinetti, né le 16 juillet 1948 à Pully (canton de Vaud, Suisse), est un théoricien révolutionnaire et vigneron italien issu de la région de Toscane, ancien membre de la seconde section italienne de l'Internationale situationniste (IS) fondée en janvier 1969 à Milan avec Claudio Pavan et Paolo Salvadori, puis rejoints un peu plus tard par le Vénézuélien Eduardo Rothe.

## Biographie
Gianfranco Sanguinetti naît dans une famille aisée propriétaire du groupe alimentaire Arrigoni. Sa mère, Teresa Mattei, est députée communiste et ancienne résistante. Bruno Sanguinetti, le père de Gianfranco, meurt en 1950 en laissant plusieurs héritiers issus de différents ménages.

### Parcours politique
Très active malgré sa courte existence, la section italienne de l'Internationale situationniste se distingue au moment de l'attentat de la piazza Fontana survenu le 12 décembre 1969 à Milan causant seize victimes et plus de quatre-vingts blessés, en accusant, dans son tract Il Reichstag brucia ? (« Le Reichstag brûle-t-il ? ») l'État italien d'être responsable du massacre.
Expulsé de France en juillet 1971 par décision du ministère de l'Intérieur, Gianfranco Sanguinetti est associé par Guy Debord à l'acte de dissolution de l'IS connu sous le nom de « Thèses sur l'Internationale situationniste et son temps » et publié dans La Véritable Scission dans l'Internationale en avril 1972. Tout au long des années 1970, Gianfranco Sanguinetti va continuer ses menées subversives avec l'appui de Guy Debord, qui va passer de plus en plus de temps en Italie à ses côtés.
En août 1975, il envoie à cinq-cent vingt personnalités éminentes du pays une brochure intitulée Véridique Rapport sur les dernières chances de sauver le capitalisme en Italie signée sous le nom de « Censor » qui se présente comme un notable de la droite éclairée contraint à l'anonymat en raison de ses hautes responsabilités. Censor y assène un discours d'un grand cynisme et révèle ainsi les stratégies des dominants, soutenant ironiquement (mais avec toutes les apparences du sérieux le plus sincère) l'entrée au gouvernement des communistes au côté des démocrates-chrétiens. Ce texte sera ensuite traduit en français par Guy Debord et publié par Champ Libre en 1976.
L'ouvrage a été imité, jusqu'à sa couverture, par André Bercoff sous le pseudonyme de Caton dans Comment aider Mitterrand à sauver le capitalisme en France (1989).
Dans Du terrorisme et de l'État, publié en français en 1980, Sanguinetti révèle le rôle joué par les services secrets italiens dans les activités des Brigades rouges.
À la suite de leurs divergences d'interprétation de l'enlèvement d'Aldo Moro en mars 1978, les routes de Debord et de Sanguinetti divergent.
Par la suite, Gianfranco Sanguinetti se reconvertit dans les affaires immobilières.
Depuis décembre 2015, il anime le blog « Le chat et la souris » sur le site de Mediapart, sur lequel il a, le 16 janvier 2016, exprimé avec véhémence son désaccord avec la biographie de Guy Debord commise par Jean-Marie Apostolidès et parue en octobre 2015.

## Publications
- (fr) La Véritable Scission dans l'Internationale, circulaire publique de l'Internationale situationniste, Champ Libre, 1972.
- (fr) Section italienne de l'Internationale situationniste, Écrits complets (1969-1972), traduits par Joël Gayraud et Luc Mercier, Contre-moule, 1988.
- (fr) Véridique rapport sur les dernières chances de sauver le capitalisme en Italie, sous le pseudonyme de Censor, traduit par Guy Debord, Champ Libre, 1976  (ISBN 2-85184-048-7).
- (fr) Du terrorisme et de l'État, la théorie et la pratique du terrorisme divulguées pour la première fois, traduit par Jean-François Martos, Le Fin Mot de l'Histoire, 1980  (ISBN 2-903557-00-4).
- (fr) Le Secret, c'est de tout dire ! (sous le pseudonyme de Gianni Giovannelli), Allia, 1989.
- (en) Miroslav Tichý, Les Formes du vrai/Forms of Truth, Kladenska Kant, 2011.
- (pt) Insurgência viral, autodefesa sanitária e despotismo ocidental, Veneta, 2022 (avec Raoul Vaneigem).

## Textes
- (it) Aviso al proletariato sugli avvenimenti delle ultime ore, 1977
- (it) Benvenuti nella città più libera del mondo, 1977
- (it) Il delirio di presunzione dell'Unione Europea, 2016
- (it) Un orgasmo della storia : Il 1977 in Italia - Digressioni sul filo della memoria di un ex-situazionista, 2017
- (it) Risposta al discorso del Presidente della Repubblica Sergio Mattarella dedicato alle vittime del terrorismo, nel quarantennale dell'assassinio di Aldo Moro, 2018
- (en) Everything belongs to those who improve, La Pieve di San Cresci a Monte Ficalle, infinite source of surprise and wonder
- (fr) Le Doge, souvenir, 2012
- (fr) De l'utilité du terrorisme, considérée par rapport à l'usage qu'on en fait, 2015
- (fr) Paris 13.11, morale opération, 2015
- (fr) Argent, sexe et pouvoir : À propos d'une fausse biographie de Guy Debord, 2015
- (fr) Le despotisme occidental (à propos du coronavirus), 2020[4]

## Préfaces
- « La Chatte hier et aujourd'hui », essai-préface à Jason Rhoades, 1724, Birth of the Cunt, Silverbridge, 2004.
- Isidoro La Lumia, Histoire de l'expulsion des juifs de Sicile 1492, Allia, 2015.
- Giuseppe Rensi, Contre le travail, Allia, 2017.

## Postface
- (it) Teresa Mattei, Il distillato della felicità. Un miracolo a Milano, Salani, 2022.